# Bachfeld
Bachfeld – dzielnica miasta Schalkau w Niemczech, w kraju związkowym Turyngia, w powiecie Sonneberg. Do 30 grudnia 2019 samodzielna gmina, której niektóre zadania administracyjne realizowane były już przez miasto Schalkau. Miasto to pełniło rolę "gminy realizującej" (niem. "erfüllende Gemeinde").